# 涅贝洛耶农村居民点
涅贝洛耶农村居民点（俄语：Небыловское сельское поселение）是俄罗斯联邦弗拉基米尔州尤里耶夫波利斯基区所属的一个农村居民点。其下辖有39个居民点，行政中心为涅贝洛耶。据2016年统计，该农村居民点的人口为5380人。